# Дракон и Волк
«Дракон и Волк» (англ. The Dragon and the Wolf) — седьмой и финальный эпизод седьмого сезона фэнтезийного сериала канала HBO «Игра престолов», и 67-й во всём сериале. Сценарий к эпизоду написали создатели сериала Дэвид Бениофф и Д. Б. Уайсс, а режиссёром стал Джереми Подесва.
«Дракон и Волк» получил высокую похвалу от критиков, которые посчитали встречу в Драконьей Яме, полное раскрытие происхождения Джона Сноу, нежелание Серсеи помогать в битве против Белых Ходоков, выступление Эйдана Гиллена в роли Мизинца и разрушение Стены лучшими моментами эпизода. В США эпизод посмотрели 12,07 миллионов зрителей во время оригинального показа, что делает его самым высокорейтинговым эпизодом сериала.

## Сюжет

### В Королевской Гавани
Бронн (Джером Флинн) сопровождает Джона (Кит Харингтон), Тириона (Питер Динклэйдж) и их свиту в Драконью Яму, арену, построенную для содержания драконов Таргариенов. Прибывает группа Серсеи (Лина Хиди), а Дейенерис (Эмилия Кларк), заставив всех ожидать себя, прилетает на переговоры верхом на Дрогоне. Пёс (Рори Макканн) показывает схваченного упыря, выпустив его из ящика, тот бросается в сторону Серсеи; Пёс и Джон демонстрируют его упорство даже в расчленённом состоянии, а также его слабость против огня и драконьего стекла. Эурон (Пилу Асбек) признаёт, что он «в ужасе», и уходит, чтобы укрыться на Железных Островах. Потрясённая увиденным Серсея соглашается помочь в «Великой войне» против мертвецов при условии, что Джон останется нейтральным между королевами; Джон признаётся, что он поклялся в верности Дейенерис, и Серсея отзывает свою поддержку. Тирион в одиночку отправляется поговорить с сестрой, которая отвергла призывы Джейме (Николай Костер-Вальдау) передумать; Тирион и Серсея обсуждают свою семью, и он понимает, что сестра беременна. Серсея возвращается к переговорам и соглашается отправить всю свою армию на север, чтобы сражаться с Белыми Ходоками.
Джейме готовится к мобилизации армии. Серсея раскрывает, что она солгала и не собирается присоединяться к делу Дейенерис и Джона; Эурон на самом деле отправился в Эссос, чтобы перевезти группу наёмников, Золотых Мечей, нанятых на кредит от Железного банка, при помощи которых она нападёт на того противника, который хотя и победит, но ослабнет в Великой войне; к тому же драконы наверняка уязвимы, раз Дейенерис не продемонстрировала их всех троих. Джейме отказывается нарушать своё слово и, несмотря на угрозы Серсеи убить его руками Горы (Хафтор Юлиус Бьёрнссон), он отправляется на север один. В Королевской Гавани начинает идти снег.

### На Драконьем Камне
Группа Дейенерис (Эмилия Кларк) возвращается и планирует отправиться в Винтерфелл. Джорах (Иэн Глен) советует Дейенерис лететь туда на драконе, но она решает путешествовать по морю и суше вместе с Джоном (Кит Харингтон) в надежде заручиться народной поддержкой. Теон (Альфи Аллен) просит совета у Джона, который называет его как Грейджоем, так и Старком, и заявляет, что они оба сохранят наследие Неда (Шон Бин). Теон решает спасти Яру; лидер оставшихся Железнорождённых против, но Теон побеждает его в жестокой схватке, и остальные присоединяются к Теону.

### В Винтерфелле
Санса (Софи Тёрнер) и Мизинец (Эйдан Гиллен) обсуждают действия Арьи (Мэйси Уильямс). Мизинец учит Сансу всегда представлять в голове самые худшие побуждения других людей, чтобы понять мотивы их устремлений; Санса предполагает, что Арья убьёт её, чтобы стать Леди Винтерфелла. Санса вызывает Арью перед лордами Севера и Долины и провозглашает обвинение в убийстве и измене. Затем она шокирует улыбающегося Мизинца, направив эти обвинения в его сторону. Она перечисляет его преступления, среди которых убийство Лизы и Джона Арренов и предательство в отношении Неда (Шон Бин); Бран (Айзек Хэмпстед-Райт) подтверждает последнее. Не найдя союзников среди присутствующих, Мизинец молит о пощаде; Санса благодарит его за преподанный ей урок, и Арья перерезает ему горло кинжалом из валирийской стали, который когда-то принадлежал тому и с помощью которого он оклеветал Тириона Ланнистера в покушении на Брана. Позже Санса и Арья хвалят друг друга за свою стойкость, отметив, что вместе они сильнее.
Сэм (Джон Брэдли) прибывает в Винтерфелл вместе со своей семьёй. Бран говорит ему, что настоящими родителями Джона были Рейегар Таргариен и Лианна Старк. Сэм вспоминает запись из дневника Верховного септона: брак Рейгара с Элией Мартелл был втайне расторгнут, и он женился на Лианне. Бран видит свадьбу и рождение Джона, при этом узнав имя, которое ему дала мать: Эйегон Таргариен. Бран понимает, что Джон является законным сыном Рейгара и истинным наследником Железного Трона.

### В Узком море
Тирион (Питер Динклэйдж) видит, как Джон (Кит Харингтон) входит в каюту Дейенерис (Эмилия Кларк). Джон и Дейенерис занимаются сексом.

### В Восточном Дозоре
Берик (Ричард Дормер) и Тормунд (Кристофер Хивью) патрулируют Стену. Прибывает армия нежити к Восточному Дозору. Когда Король Ночи прилетает верхом на Визерионе, Тормунд приказывает всем покинуть Стену. Изрыгая синий огонь, Визерион уничтожает Восточный Дозор и участок Стены. Белые Ходоки и упыри вступают в пределы Семи Королевств.

## Производство

### Сценарий
Сценарий к «Дракону и Волку» был написан создателями сериала Дэвидом Бениоффом и Д. Б. Уайссом. В сегменте «Inside the Episode», опубликованном HBO после выхода эпизода в эфир, Дэвид Бениофф отметил, они описали встречу в драконьей яме как одну из самых сложных сцен, которую они писали для эпизода, так как они чувствовали важным отдать каждому персонажу должное. Уайсс описал множество различных взаимодействий между различными персонажами как «невероятно сложные» и необходимость для актёров «играть людей, которых они играют», чтобы сцену правильно перевели в процессе съёмок.
Касаемо кульминации сюжетной линии в Винтерфелле, и смерти Мизинца, Бениофф и Уайсс подчеркнули важность сцен, ведущих к финалу, которые они описали как реальную угрозу причинения вреда друг другу Арьей и Сансой, и Бениофф сказал: «Это одно из преимуществ работы на шоу, подобном этому, где за многие годы было убито множество любимых персонажей, и так много персонажей принимают решения, которые бы вы не хотели, чтобы они принимали, что вы начинаете верить, что Санса может устроить заговор против Арьи, или что Арья может решить, что Санса предала семью и заслуживает смерти.» Бениофф продолжил, раскрывая своё восхищение от просмотра выступления Эйдана Гиллена в роли Мизинца, так как они впервые написали сцену, в которой персонажа застали врасплох, сказав: «Он продумывал все мыслимые возможности, кроме этой.» Айзек Хэмпстед-Райт, который играет Брана, описал сцену, которая была изначально написана для его персонажа и Сансы, но её позже убрали из эпизода.
Ещё один вызов, связанный с написанием сценария к эпизоду, был связан с представлением информации о происхождении Джона Сноу, так как она в основном состояла из деталей, которые уже были раскрыты в предыдущих сценах. Таким образом, включение монтажа сцен, включающих Рейгара и Лианны, а также Джона и Дейенерис, был одним из способов, который, как заявили Бениофф и Уайсс, помог им решить эту проблему. Уайсс отметил, что было важным дать понять, «что это было нечто вроде информационной бомбы, к которой направляется Джон». Бениофф продолжил, описывая близость Джона и Дейенерис как осложнение «на политическом уровне», а также и «на личном уровне», так как они оба родственники, и Уайсс добавил: «Как только мы видим, что эти два человека сблизились, мы слышим информацию, которая неизбежно, если не разлучит их, то по крайней мере вызовет серьёзные проблемы в их отношениях.»
При написании последнего взаимодействия между Джейме и Серсеей, Бениофф чувствовал, что было важным донести отказ Серсеи поделиться своим планом отказа от соглашения в битве против Белых Ходоков и последующую согласованность с Эуроном, и эффект, произведённый на Джейме вследствие этого, сказав: «Он понимает, что его верность ей не отражается в её верности ему. Я думаю, это как раз то, что сообщает о его решении покинуть Королевскую Гавань.»
Направляясь к финалу седьмого сезона, Бениофф и Уайсс раскрыли, что они всегда планировали завершить предпоследний сезон разрушением Стены и переходом армии Белых Ходоков в Семь Королевств. Уайсс отметил: «Стена отгораживала этих существ на протяжении восьми тысяч лет и нет никакой причины, почему она не будет продолжать делать этого, если только в Стене не проделают дыру. Есть лишь одна вещь на борту с самого начала, которая уже достаточно большая, чтобы сделать это, и это дракон.» Они также чувствовали важным, что финал седьмого сезона хорошо контрастировал с предыдущими финальными эпизодами, в особенности с финалом шестого сезона, «Ветра зимы», у которого, как описал Бениофф, было более «триумфальное завершение», в отличие от чего-то «гораздо более ужасного» с завершением «Дракона и Волка».

### Съёмки
Режиссёром «Дракона и Волка» стал Джереми Подесва. Он присоединился к сериалу в качестве режиссёра в пятом сезоне, где его первым эпизодом стал «Убей мальчишку», за которым последовал «Непокорные, несгибаемые, несломленные», за который он был номинирован на премию «Эмми» за лучшую режиссуру драматического сериала. Далее он снял ещё два эпизода в шестом сезоне, а также снял премьеру премьерный эпизод седьмого сезона, «Драконий Камень». Это последний эпизод Подесвы в качестве режиссёра сериала, так как он позже раскрыл, что он не вернётся для финального сезона сериала.
В интервью с «Variety», Подесва описал тон в съёмках сцены в драконьей яме как «загруженный напряжением», и что он был в полном восхищении от съёмок сцены, так как некоторые персонажи впервые встречаются друг с другом, а другие воссоединяются после долгой разлуки друг с другом. По данным интервью с «USA Today», съёмки сцены в драконьей яме заняли шесть дней, и их впервые репетировали в Белфасте, а затем на съёмочной площадке в Испании. Руины Италики возле Севильи, Испании, использовали в качестве драконьей ямы. Подесва раскрыл, что сцена в сценарии занимала «от 40 до 50 страниц», что показалось ему большим материалом для работы, сказав, что ему пришлось «удостовериться, что всё удачно сложилось» и что «каждый вид в этом сценарии и каждый необходимый момент на самом деле оказался на экране.»
В интервью с «The Hollywood Reporter», Подесва описал съёмку смерти Мизинца и выступление Гиллена, сказав: «Было трогательно и трудно смотреть за тем, как кто-то подходит к концу своей роли в шоу, но эта сцена была поразительной. Настроение, когда мы снимали это, на самом деле было невероятным. Выступление Гиллена было очень, очень страстным и во многом удивительным.» Съёмки сцены происходили в течение всего дня, а заключение было снято позже, и Подесва отметил: «Мы не снимали концовку до определённого момента, и [Гиллен] был очень готов на тот момент.»
Подесва также описал процесс съёмок интимной сцены между Джоном и Дейенерис, сказав: «В сценарии был описан тот факт, что они занимались любовью, но он не вдавался в подробности в плане того, что происходило между ними в тот момент.» Далее он заявил, что он «выстроил миг между» Китом Харингтоном и Эмилией Кларк, которые играют Джона и Дейенерис, соответственно, где они «останавливаются на мгновение и смотрят друг другу в глаза.» Он продолжил: «Целью, с моей точки зрения, и их точки зрения тоже, было то, что к этому ими движет страсть. Они даже не совсем понимают, что это всё и какие у этого последствия. Они действительно не могут остановиться. Это почти судьба, которая свела их вместе.» В отношении сходства во внешности между Рейгаром и Визерисом Таргариенами, Подесва заявил, что они должны были быть похожими. Подесва также отметил, что он хотел, чтобы тон свадьбы между Рейгаром и Лианной чувствовался «идиллическим», сказав: «Было важным представить эту сцену каким-то идиллическим способом, который был действительно неожиданным. Это не предполагаемая история. Чем более идилличным мы могли сделать это, без излишней сентиментальности, тем лучше.»
Первой реакцией Подесвы на финальную сцену эпизода, где происходило разрушение части Стены, была: «Это огромная, захватывающая сцена. Как мы вообще собираемся это провернуть?» Чтобы собрать воедино сцену, Подесве потребовалось работать с несколькими различными отделами, включая Бениоффа и Уайсса, отдел визуальных эффектов, художников по раскадровке, декораторов, каскадёров, оператора и самих актёров. Все сцены были сняты на вершине Стены, а Кристофер Хивью и Ричард Дормер в роли Тормунда и Берика, соответственно, были на съёмочной площадке в Белфасте, где также снимали падение каскадёров, которое позже добавили в кадр при помощи визуальных эффектов. Он продолжил, описывая процесс создания непрактичных кадров с компьютерной графикой, сказав: «Все более панорамные грандиозные кадры являются визуальными эффектами, но они были разработаны мной совместно с отделом визуальных эффектов на основе раскадровки, которую я создал вместе с художниками по раскадровке.» Также были задействованы интерактивные элементы, которые отметил Подесва, сказав: «Когда мы снимали съёмочную площадку Стены, у нас был световой эффект на Стене, который был вызван пламенем, но мы ещё не создали пламя.» Он продолжил, раскрывая процесс работы над внешностью Визериона, сказав: «Всё исходит от чувства логики, так что я думаю, в данном конкретном случае с Визерионом, какие у него были раны, которые он получил перед смертью? Что происходило с ним под водой и когда его тащили на поверхность? Все эти моменты пошли в обсуждение о том, как он должен выглядеть, когда он воскрес.»

## Реакция

### Рейтинги
«Дракон и Волк» посмотрели 12,07 миллионов зрителей во время оригинального показа на HBO, что делает его самым просматриваемым эпизодом сериала.

### Реакция критиков
«Дракон и Волк» получил высокую похвалу от критиков, которые посчитали встречу в Драконьей Яме, полное раскрытие происхождения Джона Сноу, нежелание Серсеи помогать в битве против Белых Ходоков, выступление Эйдана Гиллена в роли Мизинца и разрушение Стены лучшими моментами эпизода, хотя он также получил некоторую критику за темп и предсказуемость. Эпизод получил рейтинг 87% на сайте Rotten Tomatoes на основе 43 отзывов, со средним рейтингом 8.7 из 10. Консенсус сайта гласит: «Хотя он и гораздо медленнее в темпе, чем предыдущий сезон, „Дракон и Волк“ доставил удовлетворительное завершение некоторых сюжетных арок и мастерски подготовил почву для финального сезона сериала.»
Мэтт Фоулер из IGN написал в своей рецензии к эпизоду: «В то время как эпизод прошлой недели, казалось, торопился в некоторых больших моментах, „Дракон и Волк“ значительно замедлил всё, доставляя длительные значимые сцены, наполненные диалогами, обманом, откровениями, поворотами - и большим количеством главных персонажей, когда-либо собравшихся в одном месте в истории сериала. В довершение ко всему прочь, мы получили большую сцену, которая кардинально изменила игровое поле, направляясь в финальный сезон.» Он похвалил выступление Эйдана Гиллена в роли Мизинца до его последующей смерти, написав: «Гиллен мастерски выступил в этой сцене, где он прошёл путь от удивления до шока и до мольбы в течение нескольких минут», при этом критикуя то, что последние сезоны шоу отклонились от склонности книг неожиданно убивать популярных персонажей: «Смотрите, много людей на шоу сейчас, к сожалению, получили „защиту от сюжета“ и дни, когда „каждый может умереть“, уже в прошлом.» Он дал эпизоду 9.3 из 10. Эрик Каин из «Forbes» написал в своём обзоре, что хотя эпизод пострадал от некоторого быстрого повествования, которое, как он чувствовал, происходило во всём сезоне, он похвалил эпизод, написав: «Финал 7 сезона „Игры престолов“ был одним из самых важных, безумных и в конечном счёте удовлетворительных эпизодов, которые нам показывало HBO на сегодняшний день. Между эпичными откровениями и разрушением Стены, это был отличный эпизод, который свернул слишком короткий сезон и зашёл на финишную прямую.» Он посчитал раскрытие происхождения Джона Сноу одним из важных моментов эпизода, и похвалил его за пересечение с интимным моментом Джона и Дейенерис на борту корабля. Майлз Макнатт из «The A.V. Club» написал в своей рецензии к эпизоду: «„Дракон и Волк“ возвращается к медленному темпу премьеры, форзац сезона, обусловленный напряжёнными переговорами и важными эмоциональными поворотными моментами.» Он также критиковал темп в некоторых местах эпизода, и мелкие детали, связанные с решениями персонажей, особенно в сценах в Винтерфелле, но в конечном счёте дал эпизоду оценку B+. Джереми Эгнер из «The New York Times» также похвалил эпизод, хотя он тоже немного критиковал эпизод за его предсказуемость, написав: «В очень занятом эпизоде воскресенья было много приятных моментов и зрелище с синим огнём, и он эффективно установил кульминационные битвы следующего сезона между живыми, мёртвыми и старыми продажными силами цикличного уничтожения, хотя он не предложил большого сюрприза.» Линдси Макдональд из «TV Guide» подытожила свой обзор, сказав: «В основном, восьмой сезон будет сумасшедшим.»